# Liste der Naturschutzgebiete in der Stadt Bamberg
In der Stadt Bamberg gibt es zwei Naturschutzgebiete. Zusammen nehmen sie eine Fläche von 43 Hektar ein.
| Name                          | Bild | Kennung                   | Kreis   | Einzelheiten | Position | Fläche Hektar | Datum |
| ----------------------------- | ---- | ------------------------- | ------- | --- | -------- | ------------- | ----- |
| Muna-Gelände in Bamberg       |      | NSG-00584.01 WDPA: 318822 | Bamberg | Bamberg Silbergrasfluren und Sandmagerrasen in Verbindung mit einem charakteristischen nährstoffarmen Stillgewässer auf Sand. | ⊙        | 10,83         | 2001  |
| Naturwaldreservat Wolfsruhe   |      | NSG-00301.01 WDPA: 164763 | Bamberg | Bug Naturnahe Laubmischwaldgesellschaften mit der für diesen Lebensraum typischen Tier- und Pflanzenwelt.                     | ⊙        | 32,75         | 1986  |
| Legende für Naturschutzgebiet |      |                           |         | |          |               |       |